# Gift of Gab (rapero)
Timothy Jerome Parker (7 de octubre de 1970 – 18 de junio de 2021), más conocido por su nombre artístico Gift of Gab fue el MC del dúo californiano Blackalicious. La otra parte del dúo es Chief Xcel, encargado de la producción musical. Era miembro fundador de Quannum Projects (junto con Chief Xcel, DJ Shadow, Lyrics Born y Lateef The Truth Speaker, y en su momento, Jeff Chang). En 2004, publicó su primer álbum en solitario titulado 4th Dimensional Rocketships Going Up.

## Estilo
The Gift of Gab es un MC reconocido por su impecable y virtuoso flow, lleno de rimas internas, versos medidos, aliteraciones majestuosas y rapidez y fluidez equilibradas. Además, cuenta con un corpus letrístico orientado a la conciencia y edificación del espíritu. Dignos ejemplos de su maestría técnica son las canciones: "Alphabet aerobics" y "Chemical Chalistenics", ambas producidas por Cut Chemist. Y a un nivel más profundo, ponemos como ejemplo "Shallow Days", "Deception", "First in Flight" y "The ride of your life".

## Historia
Sus primeros trabajos pueden encontrarse en la compilación Solesides Greatest Bumps, nombre bajo el que antes era conocido el colectivo mencionado, Quannum Projects. Uno de sus temas también aparece en la película de skate Roll Forever. Y en el 2006, sacó un mixtape de diferentes trabajos, titulado Supreme Lyricism.

## Discografía

### En solitario
- 4th Dimensional Rocketships Going Up (2004)
- Supreme Lyricism (2006)
- Escape 2 Mars (2009)
- The Next Logical Progression (2012)
- Finding Inspiration Somehow (2021)

### ConChief XcelcomoBlackalicious
- Melodica (1996)
- A2G (1999)
- Nia (1999)
- Blazing Arrow (2002)
- The Craft (2005)
- Imani Vol. 1 (2015)
- Imani Vol. 2

### ConLateef The Truth SpeakeryHeadnodiccomoThe Mighty Underdogs
- The Prelude (2007)